# Яковлев, Олег Иванович
Оле́г Ива́нович Я́ковлев (род. 5 июля 1970, Иркутск, СССР) — советский и российский футболист, защитник, полузащитник; тренер.

## Карьера
Начинал играть в команде КФК «Энергия» из Зеи в 1990 году. Всю профессиональную карьеру провёл в иркутской «Звезде» в 1991—2006 годах в Первом и Втором дивизионах. Сыграл 399 матчей, забил 43 мяча с учётом Кубка России.
Окончил Высшую школу тренеров. С 2008 по года работал тренером «Звезды», после смерти Сергея Муратова исполнял обязанности главного тренера. С апреля 2009 года до конца сезона 2012/13 — главный тренер «Байкала». Следующие два года возглавлял иркутский «Зенит», из первенства ЛФЛ. В сезоне 2015/16 — главный тренер барнаульского «Динамо». Затем снова возглавлял «Зенит» Иркутск, а в июне 2022 года вновь стал главным тренером барнаульского «Динамо».

## Достижения
- Победитель зоны «Восток» Второго дивизиона: 2006
- Бронзовый призёр зоны «Восток» Второго дивизиона (2): 1998, 2000

## Личная жизнь
Сын Иван — также футболист, нападающий клуба «Иркутск».